# Associazione Sportiva Reggina 1946-1947
Questa pagina raccoglie i dati riguardanti l'Associazione Sportiva Reggina nelle competizioni ufficiali della stagione 1946-1947.

## Stagione
La squadra, allenata da Luigi Rossetto, si classifica al terzo posto nel girone C della Serie C Sud.

Viene pertanto ammessa agli spareggi per l'ammissione al girone finale; non riesce tuttavia a superare il girone a tre con Crotone e Messina.

## Rosa
| N. |                   | Ruolo | Calciatore |
| -- | ----------------- | ----- | ---------- |
|    | Italia (bandiera) | P     | Modafferi  |
|    | Italia (bandiera) | P     | Cotroneo   |
|    | Italia (bandiera) |       | Bertolino  |
|    | Italia (bandiera) |       | Napoli     |
|    | Italia (bandiera) |       | Gentilomo  |
|    | Italia (bandiera) |       | Pezzano    |
|    | Italia (bandiera) |       | Cara II    |
|    | Italia (bandiera) |       | Collica    |
|    | Italia (bandiera) |       | Porcino    |

| N. |                   | Ruolo | Calciatore        |
| -- | ----------------- | ----- | ----------------- |
|    | Italia (bandiera) |       | Caridi            |
|    | Italia (bandiera) |       | Cara I            |
|    | Italia (bandiera) |       | Italo Raktell     |
|    | Italia (bandiera) | A     | Erminio Bercarich |
|    | Italia (bandiera) | C     | Enzo Pistorino    |
|    | Italia (bandiera) |       | Enzo Dolfin       |
|    | Italia (bandiera) |       | Sculli            |
|    | Italia (bandiera) |       | Bisagni           |
|    | Italia (bandiera) |       | D'Antilio         |

## Risultati

### Serie C

#### Spareggi per girone finale
| Nocera Inferiore 29 maggio 1947 Prima giornata | Messina | 1 – 4 | Reggina |  |

| Nocera Inferiore 1º giugno 1947 Seconda giornata | Reggina | 2 – 0 | Crotone |  |

## Statistiche

### Statistiche di squadra
| Competizione | Punti | In casa | In casa | In casa | In casa | In casa | In casa | In trasferta | In trasferta | In trasferta | In trasferta | In trasferta | In trasferta | Totale | Totale | Totale | Totale | Totale | Totale | DR  |
| Competizione | Punti | G       | V       | N       | P       | Gf      | Gs      | G            | V            | N            | P            | Gf           | Gs           | G      | V      | N      | P      | Gf     | Gs     | DR  |
| ------------ | ----- | ------- | ------- | ------- | ------- | ------- | ------- | ------------ | ------------ | ------------ | ------------ | ------------ | ------------ | ------ | ------ | ------ | ------ | ------ | ------ | --- |
| Serie C      | 28    | 10      |         |         |         |         |         | 10           |              |              |              |              |              | 20     | 13     | 2      | 5      | 48     | 15     | +33 |
| Spareggi     |       | 1       | 1       | 0       | 0       | 2       | 0       | 1            | 0            | 0            | 1            | 1            | 4            | 2      | 1      | 0      | 1      | 3      | 4      | -1  |
| Totale       | -     | 11      |         |         |         |         |         | 11           |              |              |              |              |              | 22     | 14     | 2      | 6      | 51     | 19     | +32 |

### Statistiche dei giocatori
| Giocatore    | Serie C  | Serie C |
| Giocatore    | Presenze | Reti    |
| ------------ | -------- | ------- |
| E. Bercarich | ?        | 20      |
| Bisagni      | ?        | 2       |
| Cara I       | ?        | 7       |
| Caridi       | ?        | 7       |
| Collica      | ?        | 3       |
| D'Antilio    | ?        | 1       |
| E. Dolfin    | ?        | 1       |
| Pezzano      | ?        | 1       |
| E. Pistorino | ?        | 2       |
| Sculli       | ?        | 3       |